# Gibet de Creuë
Le gibet de Creuë est un ensemble de vestiges remarquables d'un lieu de haute justice probablement construit au XVe siècle.
Son usage était l'exposition de cadavres, la pendaison et la torture.
Situé sur une partie haute de la colline du Meussaumont à 367 mètres, il domine le village de Creuë à une distance de 1,7 km.

## Le site
Trois parties distinctes sont visibles :
1. La structure en pierres sèches supportant à l'origine les fourches patibulaires. Cette élévation était utilisée pour pendre les condamnés ou exposer des cadavres[1].
2. Le pilori, colonne de 1,23 mètre de haut ayant la trace d'une fixation métallique indique la trace probable d'un carcan. Cette pierre avait pour fonction d'attacher les suppliciés afin de les présenter au public.
3. Le cabaret, cercle de 16 mètres de diamètre délimité par un fossé. Cet élément d'une taille relativement importante est isolé des fourches patibulaires et du pilori. Il avait pour but de regrouper la population qui assistait au « spectacle macabre ».

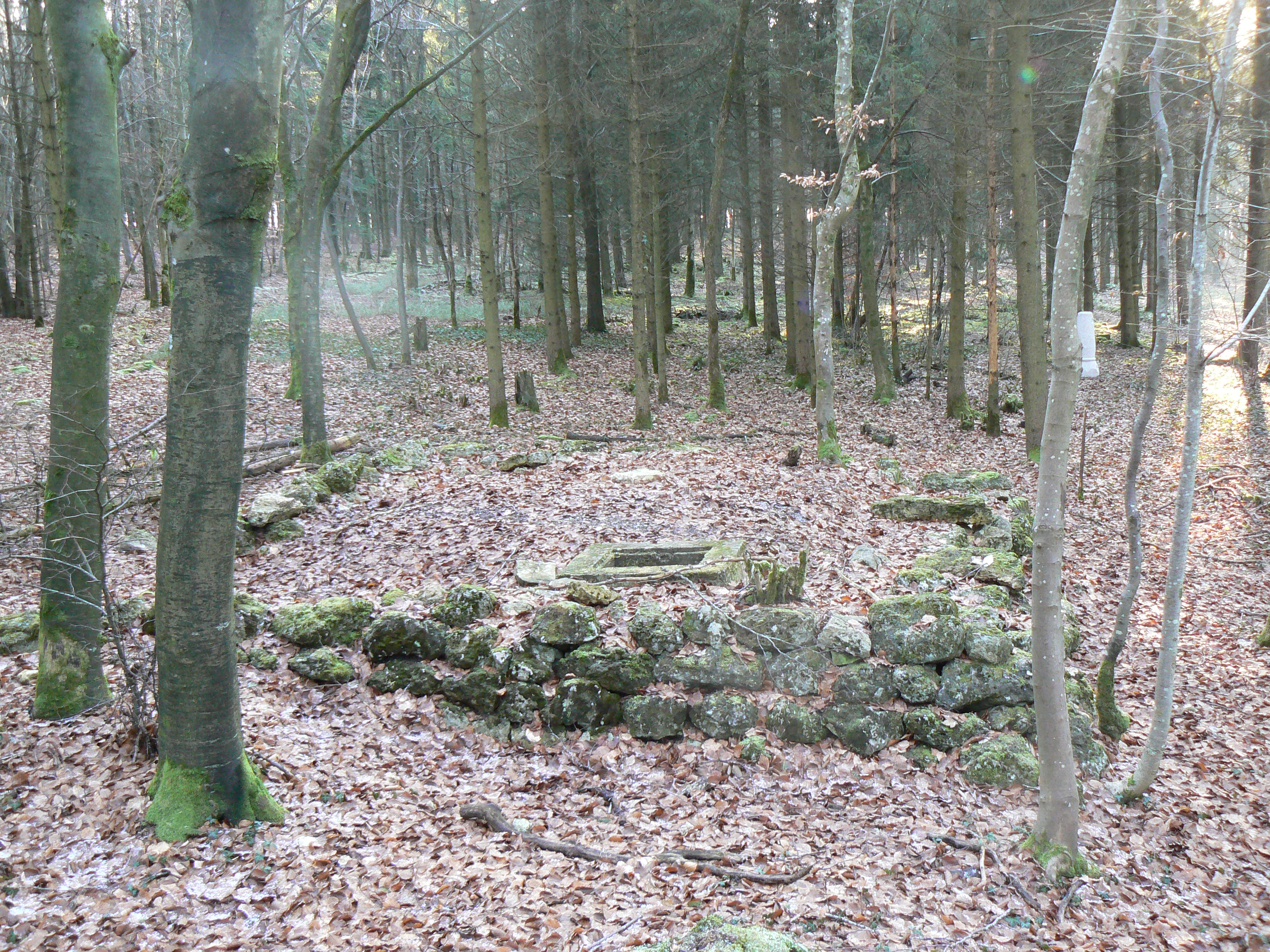
1/ Structure en pierres sèches permettant de soutenir les fourches patibulaires.
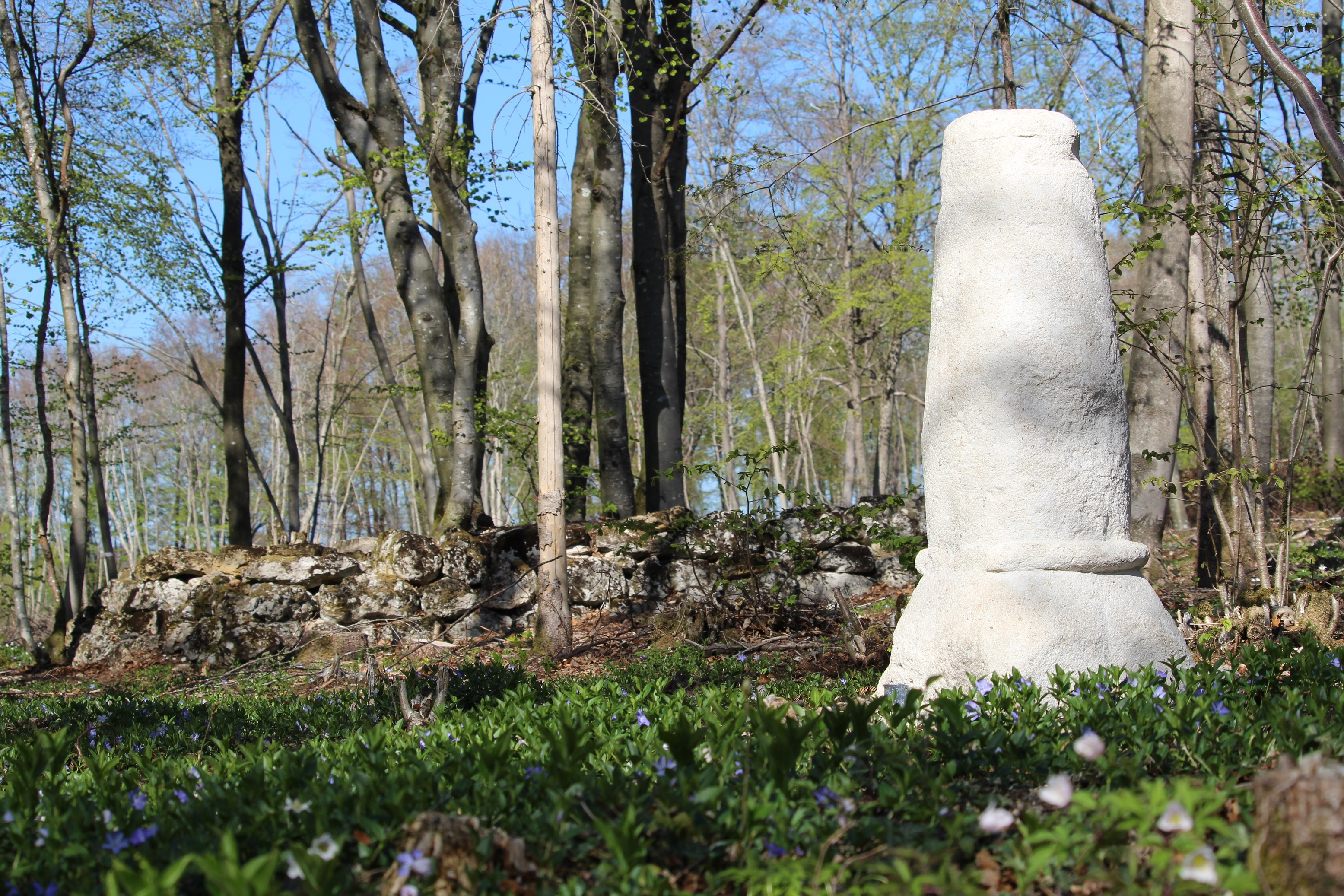
2/ Pilori ayant usage de carcan.
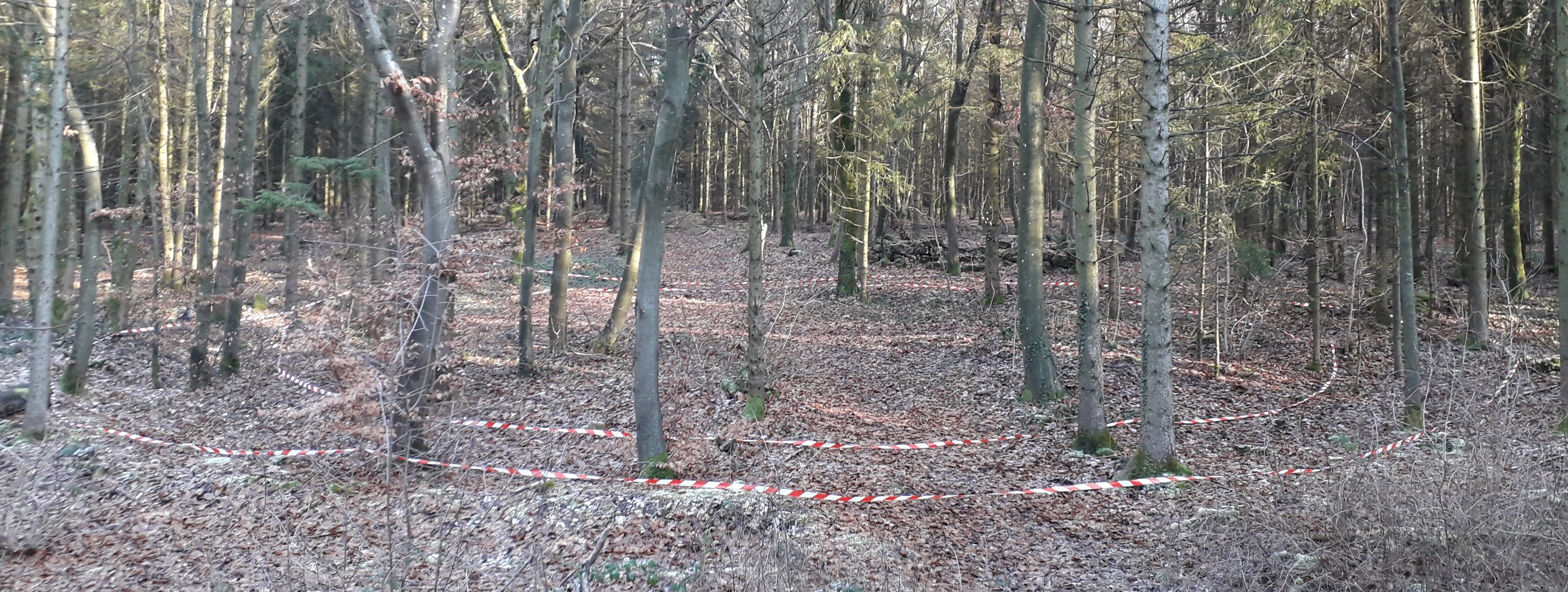
3/ Cabaret du gibet de Creuë dont le fossé est visualisé avec des rubans de signalisation.
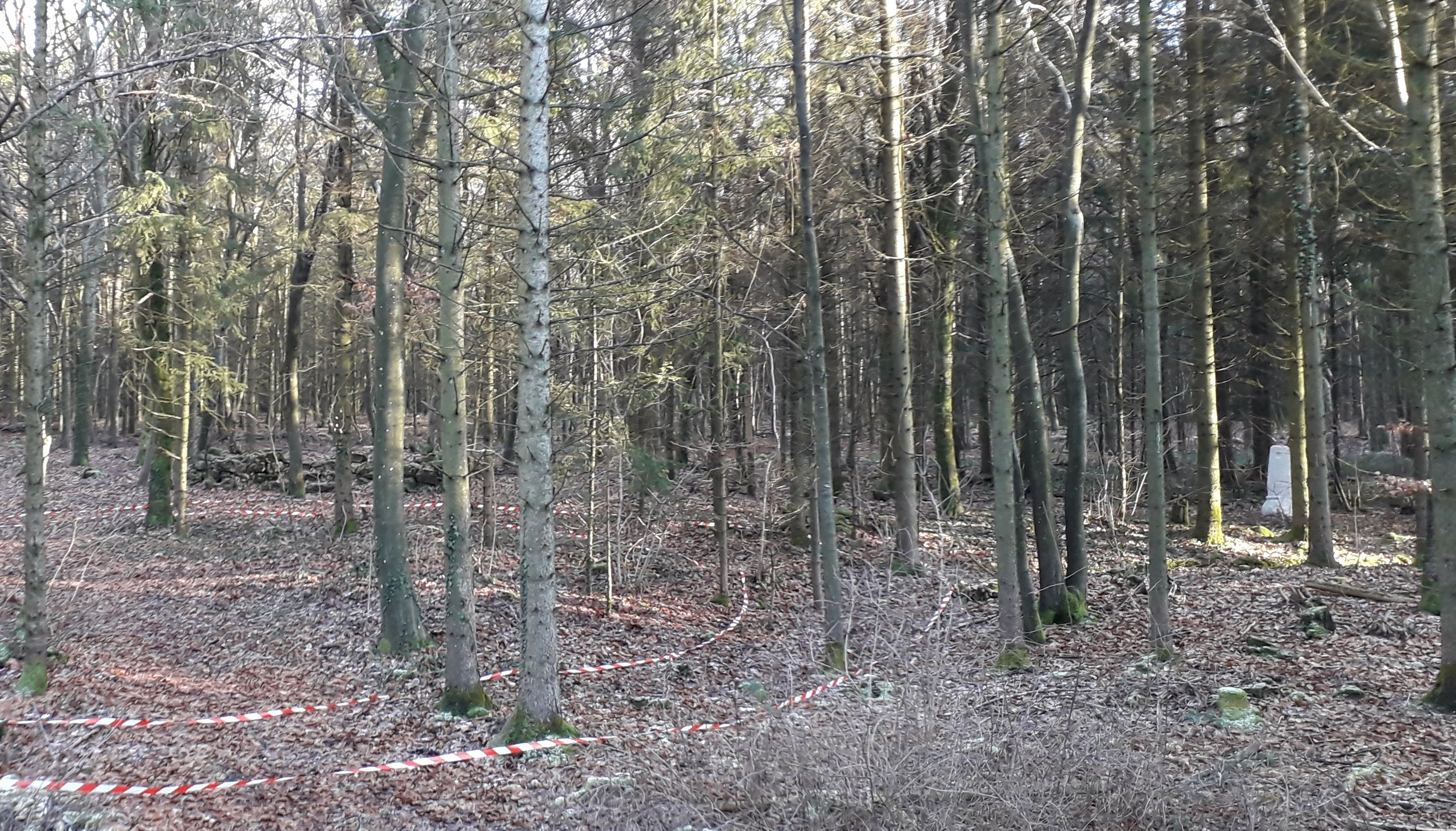
Vue des trois éléments du gibet de Creuë. Le cabaret face au pilori et à la structure des fourches patibulaires. Où l'on remarque une forme de mise en scène.

## Fouilles archéologiques
À la suite du signalement des vestiges en 2012, des fouilles archéologiques furent entreprises par l'association A.P.M. (Archéologie et Paysage en Meuse).
La structure est un rectangle de 6,20 m  de long sur 5,80 de large et 1,20 m de haut, composée d'un escalier ayant trois marches de 1,50 m de long. Ainsi, quatre fenêtres de sondages révèlent la hauteur d'origine des murs. Appareillée en pierres sèches non taillées, elle comporte cinq assises. À l'intérieur, tous les mètres le long des murs, 16 trous de 20 cm de diamètre trahissent la présence de poteaux supportant une estrade depuis longtemps disparue. Une fosse interne à la structure mesurant 1,17 m de long sur 0,57 m de large et 0,80 m de profondeur aurait vocation à recevoir les restes mortels des condamnés. (Supposition d'une deuxième grande fosse commune côté  extérieur nord du mur de la structure causée par une anomalie topographique). Les recherches attestent que deux poteaux supportant une traverse étaient présents.
Le piloriest une pierre de 1,23 m de haut pour un diamètre de 38 cm possédant une base cubique de 45 cm sur 49 cm. Il fut découvert à environ 20 mètres de la construction. Après étude, il serait à l'origine un chapiteau antique, un réemploi d'une construction gallo-romaine située non loin du gibet dans le lieu-dit Soulaire. Un point de fixation métallique est visible à 17 cm du sommet, révélant le carcan.
Le cabaret est un enclos de 16 m de diamètre entouré par un fossé de 2,50 m de large en moyenne. La théorie envisagée pour cette construction est une simple palissade circulaire le délimitant des éléments d'exécutions des peines. Notons l'absence du fossé face à la structure des fourches patibulaires. Cela indique qu'il y eut probablement une ouverture pour accéder au gibet de potence.
Nombre d'objets furent découverts (liste non exhaustive) : boucle d'une chaussure datant de la seconde moitié du XVIIIe siècle et une girouette en fer blanc du début XVIIe siècle représentant un dragon.

## Représentation
Un plan cadastral de 1850 provenant des archives départementales de la Meuse indique la présence des vestiges du gibet de Creuë au sommet de la colline du Meussaumont. On observe les trois éléments dont le « cabaret » représenté à la croisée des chemins par un cercle. Notons aussi l'absence de nomination du site.

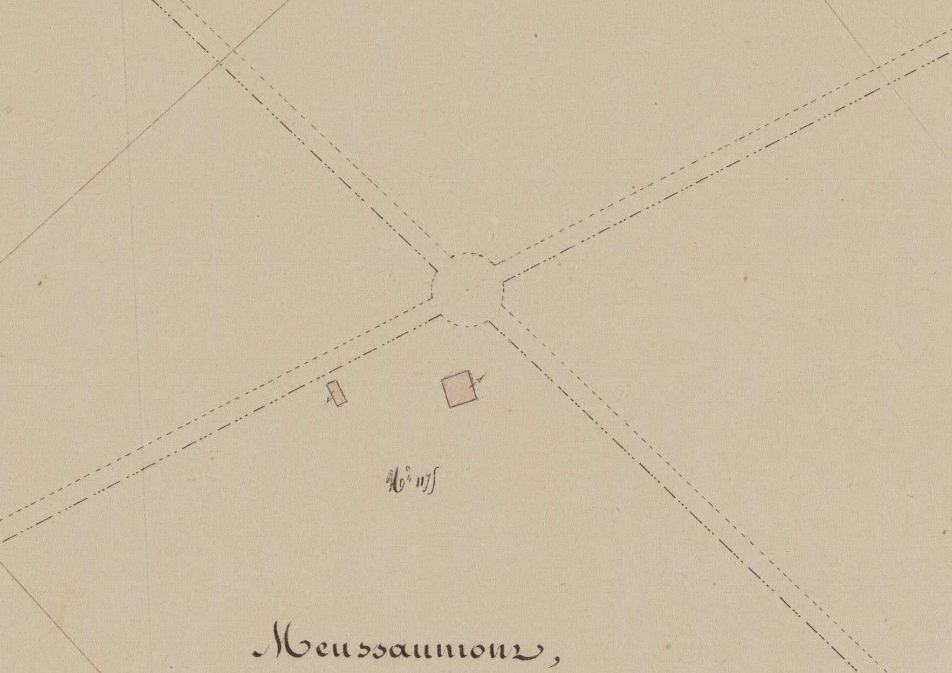
Cadastre 1850. Gibet à la croisée des chemins

## Géographie
Le Meussaumont est une colline d'une hauteur de 375 mètres . La partie supérieure de cette butte est couverte par un bois qui est traversé par deux chemins, un Est-Ouest mesurant 830 mètres et l'autre Nord-Sud 508 mètres. On observe le site du gibet à son carrefour, à la croisée des chemins se révèle le cabaret qui lui donne toute son importance.

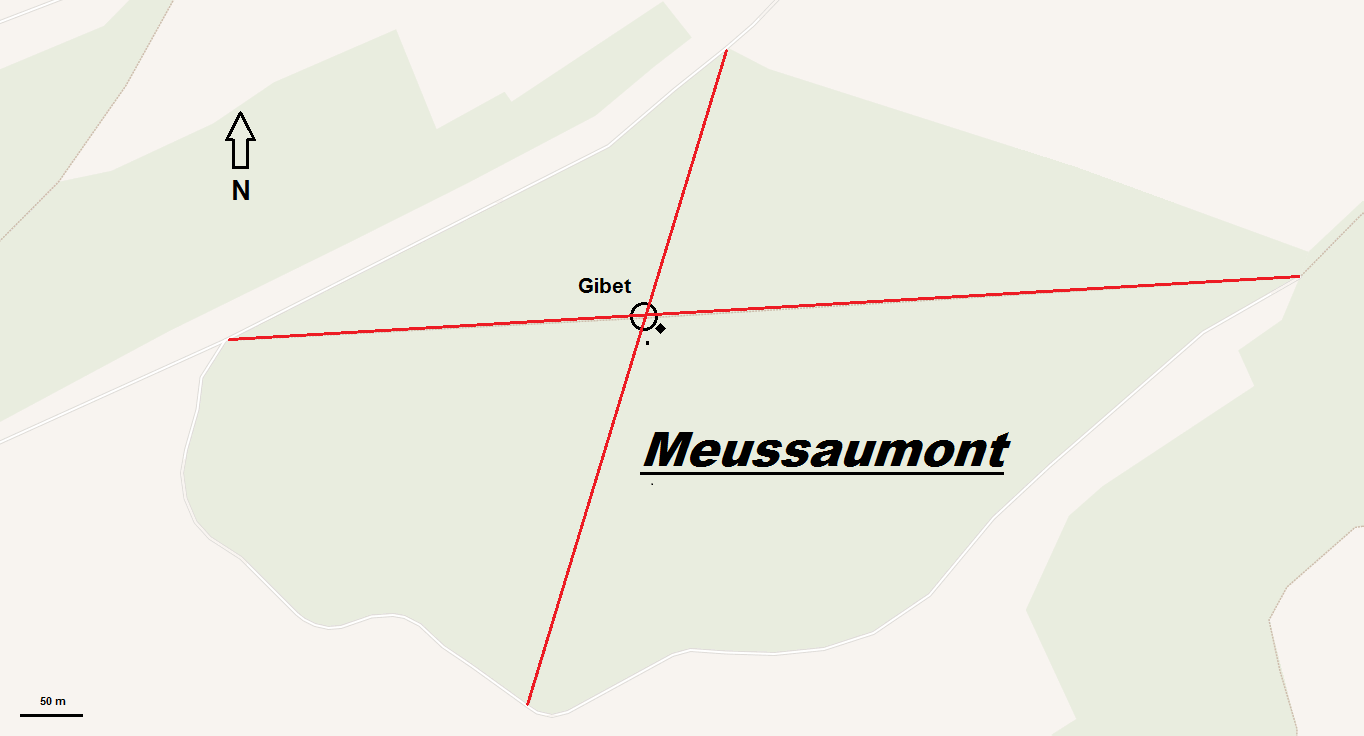
Colline du Meussaumont avec la croisée des chemins
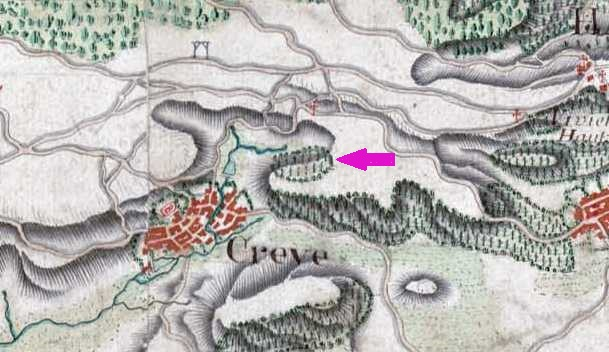
Le Meussaumont sur la carte des Naudin en 1738
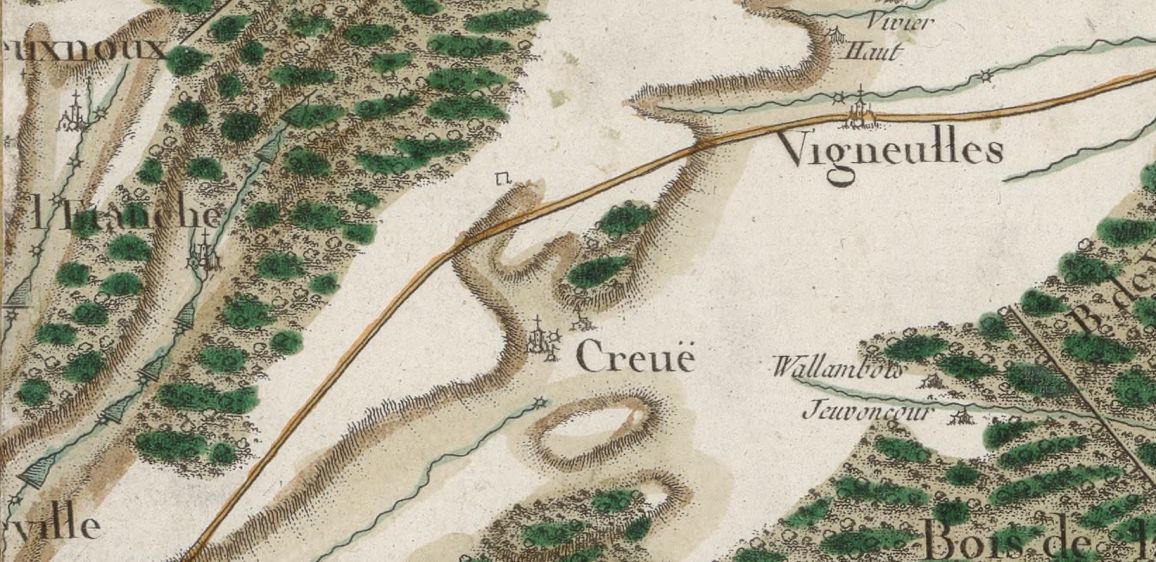
Carte de Cassini de 1759 réprésentant le Meussaumont au nord du village de Creuë

## La girouette
La girouette représente un dragon ou une vouivre, mesure 52 cm de long, 37 cm de large et pèse 692 g. Elle est constituée de six éléments soudés dans une double épaisseur de fer blanc destinée à lui donner sa rigidité. Elle est supportée par une tige de tôle enroulée, de 15 mm de diamètre, servant d'axe de rotation et traversant la boule de plomb qui la supporte. Celle-ci présente une forte déformation ainsi qu'un impact de projectile.
On sait néanmoins que les girouettes représentant un dragon ne sont apparues qu'à la renaissance. Après analyses et observations on estime qu'elle date du XVIIe siècle.

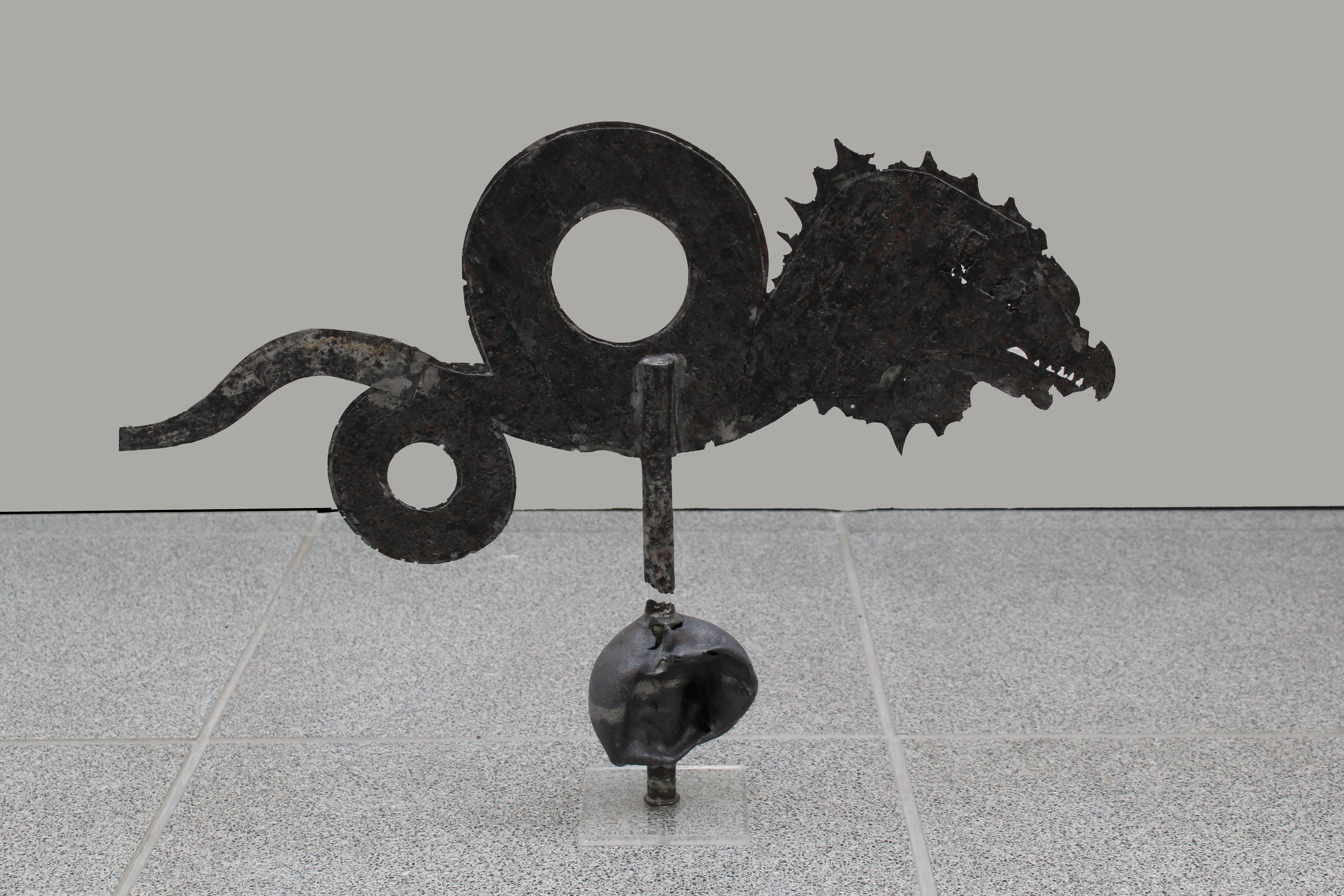
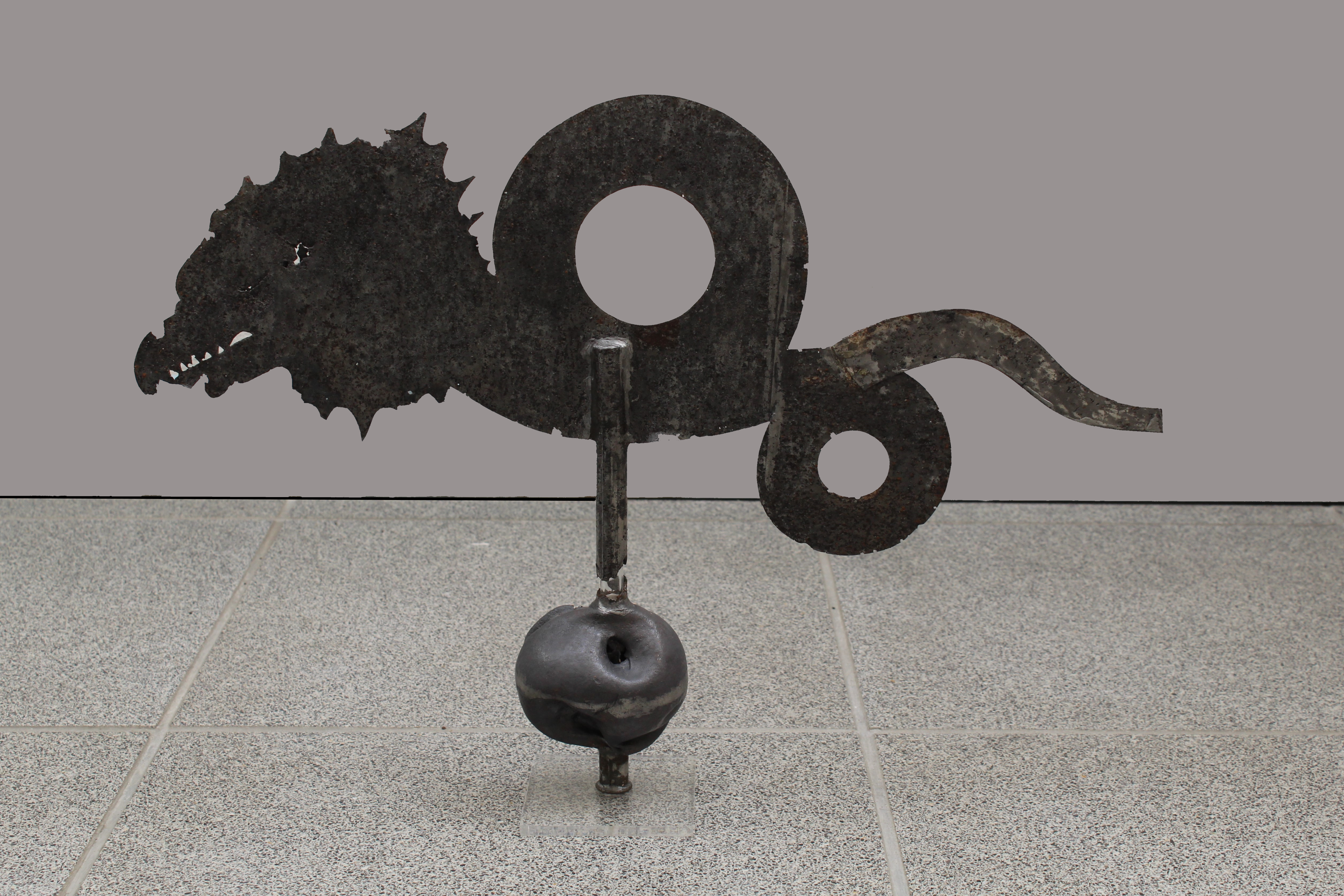

## Sources
- Academia.edu : Un lieu de haute justice à Creuë sous l'ancien régime, pages 17 à 19.
- À la découverte de notre patrimoine: Le gibet de Creuë - Vigneulles-lès-Hattonchâtel
- L'est républicain : Vigneulles-lès-Hattonchâtel Denis Mellinger a présenté le gibet de Creuë